# Batalla del Tajo
La batalla del Tajo fue un enfrentamiento ocurrido en el marco de las campañas cartaginesas contra los pueblos de la Meseta Central. Tuvo lugar en 220 a. C. junto a dicho río, enfrentando a un ejército comandado por Aníbal Barca contra un gran ejército carpetano, al que se habían unido contingentes vacceos y olcades. Por las cifras que nos transmiten las fuentes clásicas, tuvo que ser la batalla que involucró a un mayor número de combatientes en la península ibérica antes de la presencia romana.
Este enfrentamiento cuenta como la primera batalla campal dirigida por el general cartaginés –que contaba entonces con 27 años– tras los asedios de Althia, Helmantiké (Salamanca) y Arbucala (Toro). Por otro lado, también es la primera reseña histórica que tenemos de los carpetanos.
Esta batalla tuvo lugar en uno de los vados que permitían cruzar el Tajo en su tramo superior. Tradicionalmente se ha considerado al paraje conocido como Valdeguerra, en Colmenar de Oreja, como el sitio donde tuvo lugar este acontecimiento bélico. Por las fechas de inicio de la campaña de Aníbal (primavera); el trayecto realizado desde Qart Hadasht (Cartagena) hasta el lugar de la batalla (más de 1200 kilómetros) y el tiempo empleado en los asedios de Helmantiké y Arbucala, se puede estimar que la batalla tuvo lugar durante el otoño.

## Contexto histórico
Tras su derrota en la primera guerra púnica, Cartago dirigió sus fuerzas hacia el dominio de la península ibérica con el fin de encontrar una fuente alternativa para los recursos que le habían proporcionado los territorios de Sicilia y Cerdeña perdidos a favor de Roma, y evitar así caer en una dependencia de los comerciantes itálicos. La actividad de sus dos primeros comandantes, Amílcar Barca y Asdrúbal el Bello, se encaminó a lograr el sometimiento, mediante la fuerza o a través de alianzas, de los territorios tartésicos e ibéricos del sur y sureste peninsulares. Una vez dominados estos territorios, Asdrúbal, poco antes de su muerte, comenzó las acciones militares destinadas a lograr un control sobre los territorios interiores en la Meseta Central.
Tras la muerte de Asdrúbal a manos de un cliente del rey Tagus, fue elegido como comandante Aníbal Barca, quien continuó con esta estrategia sometiendo en 221 a. C. a los olcades, situados en el sureste de la Meseta, y acometiendo durante el siguiente año una campaña contra los vacceos situados en el noreste. Sus objetivos fueron múltiples: prisioneros de guerra que trabajasen en sus minas, reservas de grano, mercenarios para su ejército y por otro lado asegurar la retaguardia de su principal territorio antes de emprender su expedición contra Roma.
Para esta campaña sobre la Meseta Central, Aníbal partió de Qart Hadasht, dirigiéndose al extremo oriental de Sierra Morena para bordearla por su vertiente septentrional, atravesando el territorio de sus aliados oretanos en dirección oeste hasta alcanzar la Vetonia, donde giró hacia el norte por la ruta que posteriormente sería la Vía de la Plata hasta alcanzar el objetivo final de su campaña: el territorio de los vacceos.
En Vacceia, Aníbal primero sitió Helmantiké, a la que logró someter tras varias luchas y negociaciones. Posteriormente asedió Arbucala para tomarla finalmente tras una dura resistencia de sus habitantes. Durante la vuelta de esta campaña, Aníbal fue interceptado por un ejército carpetano, al que se le habían unido fugitivos vacceos y olcades que previamente habían convencido y animado a los carpetanos para atacar a los cartagineses.

## Los ejércitos

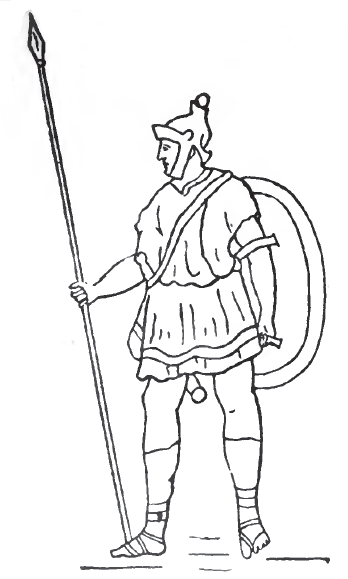
Soldado hispano de infantería del ejército de Aníbal.

### Cartagineses y aliados
El ejército cartaginés tenía un carácter helenístico, con un núcleo formado por unas falanges de infantería pesada, compactas, bien entrenadas para posibilitar una razonable maniobrabilidad y muy potentes en el ataque frontal. Estas falanges eran apoyadas por unidades de infantería ligera y caballería. Los miembros de estas unidades, bastante profesionalizadas, prestaban largo tiempo de servicio, lo que posibilitaba un entrenamiento efectivo y homogéneo. En cuanto a su armamento, este solía ser estandarizado, recurriéndose igualmente al uso de armas "exóticas" como los elefantes de guerra. Este ejército era dirigido por un cuadro de mando formado por nobles cartagineses, pero en la base del mismo no combatían sus ciudadanos sino que la componían tropas de tres tipos, diferenciadas según su origen:
1. Súbditos de Cartago como los turdetanos o los libios.
2. Pueblos aliados como los oretanos o los númidas.
3. Mercenarios contratados como contingentes completos, tal es el caso de los celtíberos.

A la muerte de Asdrúbal el ejército de Cartago en Hispania alcanzaba la cifra de 60 000 infantes, 8000 jinetes y 200 elefantes de guerra. Teniendo en cuenta el amplio territorio hispano ya controlado por los cartagineses y su necesidad de vigilancia, Aníbal empleó solo una parte de su ejército para esta campaña. Se estima que sus tropas se compondrían de 20 000 soldados a pie y 6000 jinetes. Polibio nos informa que además contaba con 40 elefantes. Por otro lado, a Aníbal le acompañaba un elenco de brillantes generales como su lugarteniente Maharbal, su sobrino Hannón, hijo de Bomílcar, así como sus hermanos menores: Asdrúbal y Magón Barca.

### Carpetanos y aliados
Tanto carpetanos como vacceos y olcades eran tribus de filiación céltica y su ejército tendría la estructura conocida como "warband", estando formado por grupos de guerreros unidos cada uno a su propio jefe por lazos de dependencia, clientela o gentilidad. Estos grupos se componían de infantería con un entrenamiento y armamento desigual, ya que gran parte de sus miembros no eran guerreros profesionales. Su manera de combatir se basaba en formaciones densas que utilizaban la táctica de ataques iniciales masivos y muy violentos, pero carecían de la disciplina necesaria para sobreponerse a los reveses o resistir la adversidad.
Este ejército carecería de un mando único, ya que ninguna de las fuentes que relatan la batalla nos indica la existencia de un jefe supremo del ejército, a diferencia de enfrentamientos bélicos anteriores de tribus hispanas contra los cartagineses de los cuales, sí nos son conocidos sus nombres: Istolacio, Indortes o el rey Orisón.
La fuerza del ejército carpetano fue calculada por Polibio y Tito Livio en 100 000 hombres, cifra que los historiadores modernos consideran exagerada y que actuales estimaciones limitan a 40 000. El ejército debió componerse casi exclusivamente de infantería, ya que la caballería cartaginesa no encontró oposición durante la batalla, algo que fue vital en el desarrollo de la misma.

## La batalla

### Preludio
Tras llevar a cabo los saqueos de Helmantiké y Arbucala, Aníbal inició el regreso hasta su base en Qart Hadasht. Abandonó el territorio vacceo para entrar en la Carpetania, atravesando el Sistema Central por el actual paso del puerto de La Fuenfría y siguiendo un camino tradicionalmente usado por las tribus indígenas que comunicaba la actual Segovia con Libisosa (Lezuza) a través de Titulcia, y que con el tiempo se convertiría en una calzada romana. Una vez en el valle del Tajo, se dirigió a uno de los vados del río que le permitiese atravesarlo.
Tras cruzar el río, Aníbal fue informado por sus exploradores de que un gran ejército carpetano estaba situado en su camino, esperando para hacerle frente. El ejército cartaginés, sobrepasado ampliamente en número y con su movilidad reducida debido al botín que acarreaba, evitó el enfrentamiento retrocediendo hasta la orilla sur del río que acababan de atravesar. Una vez alcanzada esta, Aníbal no cruzó el río sino que ordenó la construcción de un campamento defensivo que les ofreciera una protección temporal ante los enemigos.

Esquema de los movimientos previos a la batalla según el estudio de Harry M. Hine, Hannibal's Battle on the Tagus.

Con los carpetanos asentados frente al campamento a la espera de la batalla, el ejército cartaginés aprovechó la noche para cruzar del río pasando a la orilla norte y consiguiendo que sus movimientos no fueran advertidos por sus enemigos.

### Desarrollo
La necesidad de cruzar el río por el vado existente y la habilidad de Aníbal construyendo su campamento defensivo y protecciones de tal manera que los carpetanos tuviesen que pasar por un sitio determinado para poder atravesar el río, provocó un efecto parecido al de la batalla de las Termópilas, obligando a un gran ejército a reducir el ancho de sus filas para poder avanzar y de esta manera anular en gran medida la desventaja de la diferencia numérica. Con esta táctica, Aníbal evitó que los carpetanos pudiesen rebasar sus flancos aprovechando su abrumadora superioridad de efectivos.
La anterior estrategia permitió concentrar la defensa cartaginesa en un frente de caballería que, al luchar dentro del agua, aprovechó las dificultades de movimiento que tenían los guerreros carpetanos a pie para atacarlos desde una posición superior. Los pocos guerreros que conseguían cruzar y alcanzar la otra orilla fueron blanco fácil de los elefantes situados en la misma.

Fases de la batalla del Tajo.

El desastre sufrido por los guerreros en el río, además de impedir el avance de los que los seguían, causó un efecto desmoralizador que la falta de un mando unificado del ejército no pudo evitar, por lo que el ataque carpetano acabó desembocando en una retirada para intentar reorganizarse.
Ante esta situación, Aníbal cruzó el río con la infantería para apoyar a la caballería, logrando evitar cualquier reorganización de sus enemigos por lo que éstos huyeron en desbandada, perseguidos por los cartagineses.

## Consecuencias

### Bajas
Ninguna de las fuentes clásicas hace mención de las bajas sufridas por ambos ejércitos, por lo que es necesario hacer una estimación acorde con el desarrollo de la batalla.
Para el ejército cartaginés tuvieron que ser escasas. El peso de la lucha fue llevado por la caballería con un gran éxito, por lo que sus pérdidas rondarían el 10% de sus efectivos, que actualmente se estiman en 6000 jinetes. Esto nos daría unas 600 bajas. La infantería solo intervino para impedir que los carpetanos se reagruparan y para perseguirlos después, por lo que tampoco tuvo que sufrir muchas bajas: sobre el 4 o 5% de sus efectivos, unos 1000 hombres.
El ejército carpetano tuvo que sufrir pérdidas mucho mayores pero que, con todo, no serían muy elevadas en proporción al tamaño del mismo. Solo pudo luchar un frente reducido de guerreros, sin que el resto pudiera intervenir aunque tampoco ser atacados. Ante el fracaso en la lucha sobre el vado, los carpetanos retrocedieron intentando reagruparse, sin conseguirlo debido al ataque de la infantería púnica que había cruzado el río en su persecución. En esta situación, emprendieron una rápida huida sin que Aníbal consiguiese rodearlos. Se puede estimar razonablemente unas pérdidas del 20% de sus efectivos lo que haría una cifra de unos 8000 guerreros.

### Eventos posteriores
La victoria de Aníbal en esta batalla le permitió alcanzar los objetivos buscados en sus campañas contra las tribus del interior. La influencia cartaginesa se extendió por la Meseta Central proporcionándole un hinterland donde conseguir cereal y reclutar mercenarios. Aparte de esto, pudo afrontar su campaña contra Roma con una mayor seguridad al reducir las posibilidades de que sus territorios centrales fueran atacados por las tribus célticas del interior de la península.
Con todo, no quedó completamente asegurada y pacificada la Carpetania, ya que al siguiente año Aníbal tuvo que delegar en su lugarteniente el mando del sitio de Sagunto para acudir él mismo con parte de sus tropas a este territorio y sofocar una rebelión de los carpetanos, pueblo que no cejaría en su resistencia contra los cartagineses durante los siguientes años, siendo protagonistas indirectos del punto de inflexión en la segunda guerra púnica, cuando Escipión el Africano pudo conquistar Qart Hadasht en 209 a. C., en una rápida y audaz expedición, gracias a que el ejército púnico destinado a protegerla se encontraba ocupado en el asedio de una ciudad carpetana.